# Myscelia orsis
Myscelia orsis är en fjärilsart som beskrevs av Dru Drury 1782. Myscelia orsis ingår i släktet Myscelia och familjen praktfjärilar. Inga underarter finns listade i Catalogue of Life.

## Bildgalleri

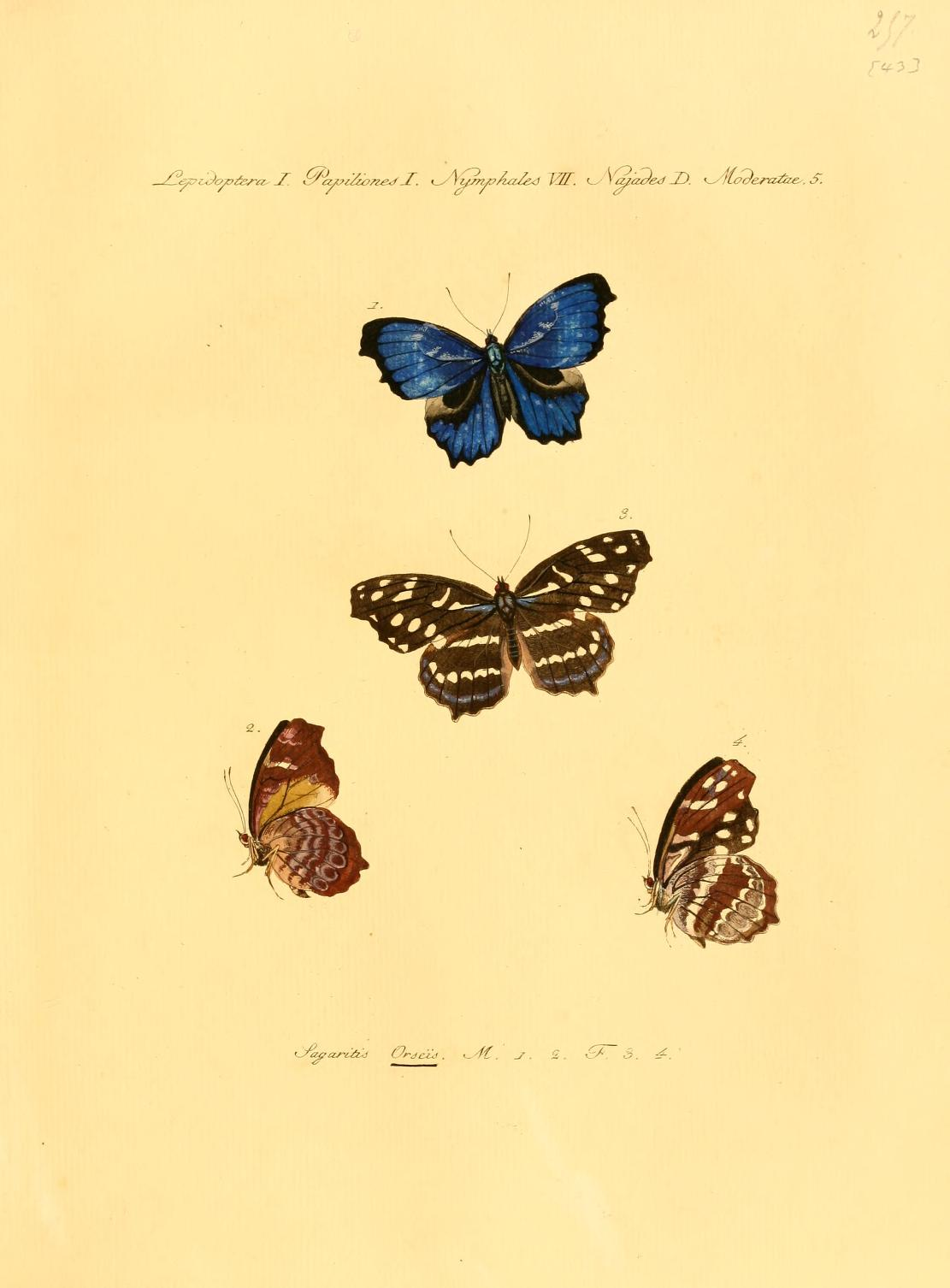